# 비푸리 사본린나주

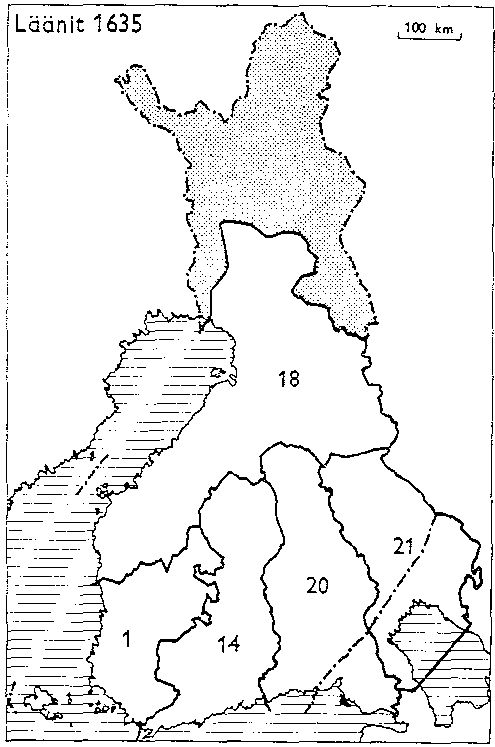
1635년 당시에 존재했던 핀란드의 주 지도 (20번이 비보리 뉘슬로트 주)

비보리 뉘슬로트 주(스웨덴어: Viborgs och Nyslotts län)는 과거 핀란드에 존재했던 주로 주도는 비보리(비푸리, 현재의 비보르크)이다. 핀란드어로는 비푸리 사본린나 주(핀란드어: Viipurin ja Savonlinnan lääni)라고 부른다.
스웨덴의 지배하에 있던 1634년에 카렐렌 주(스웨덴어: Karelens län, 카리알라 주(핀란드어: Karjalan lääni))라는 이름으로 신설되었다. 1721년 대북방 전쟁 이후에 체결된 뉘스타드 조약에 따라 주 남동부가 러시아 제국에 할양되었으며 나머지 지역은 큄메네고르드 뉘슬로트 주에 편입되었다.

## 같이 보기
- 비보르크현